# (2264) Sabrina
(2264) Sabrina es un asteroide perteneciente al cinturón de asteroides, descubierto el 16 de diciembre de 1979 por Edward Bowell desde la Estación Anderson Mesa (condado de Coconino, cerca de Flagstaff, Arizona, Estados Unidos).

## Designación y nombre
Designado provisionalmente como 1979 YK. Fue nombrado Sabrina en homenaje a Hafren legendaria princesa británica.